# Jennika
Jennika, también conocida como Jenn o Jenny, es una superheroína que aparece en los cómics de Teenage Mutant Ninja Turtles. Fue presentada en el número 51 de la serie de cómics en curso de IDW Publishing en 2015 y fue desarrollada por Tom Waltz y el cocreador de la franquicia Kevin Eastman. Fue diseñada por la artista y escritora de la serie Sophie Campbell. Jennika es la segunda tortuga femenina en la historia de la franquicia, después de Venus.
Jennika es representada como una asesina humana del Clan del Pie, aunque finalmente se alía con las Tortugas Ninja. Después de ser gravemente herida por Karai, Jennika se transforma en una tortuga mutante cuando Donatello usa la sangre de Leonardo para darle una transfusión de sangre de emergencia. Como tortuga mutante lleva una máscara amarilla y empuña unos tekkōs.
A partir del número 117 se reveló que Jennika era bisexual, formando una nueva relación romántica con una de las mutantes de Mutant Town, la cerdo mutante Sheena, debido a su amor compartido por la música.
Además de la serie principal de cómics Turtles de IDW, Jennika también ha sido protagonista de la miniserie de tres números Teenage Mutant Ninja Turtles: Jennika en 2019, a la que siguió la miniserie secuela de seis números Teenage Mutant Ninja Turtles: Jennika II en 2020.

## Historia de publicación
Jennika fue presentada por primera vez en el número 51 de la serie Teenage Mutant Ninja Turtles de IDW Publishing, publicado en 2015. El cocreador de la franquicia Kevin Eastman dijo sobre el personaje:

Lo que fue interesante cuando evolucionamos hacia el personaje de Jennika [...] me centro en los cómics con Tom Waltz e IDW y siempre es la historia primero, y después el centro de esta. Entonces, cuando presentamos un personaje en el número 51 llamado Jennika, realmente nos agrada y sabíamos que si a los fanáticos les agradaba tanto como a nosotros, ella podría continuar como parte de la familia. Se volvió cada vez más popular y durante unos 30 números quisimos convertirla en este personaje de tortuga hembra.

Jennika, que debuta como un personaje humano, se transforma en una tortuga mutante en el número 95 de la serie IDW, publicado en 2019.
En 2019, Jennika apareció en su propia miniserie de tres números de IDW, titulada Teenage Mutant Ninja Turtles: Jennika, del artista y escritor Brahm Revel. En 2020 se publicó una miniserie secuela de seis números, Teenage Mutant Ninja Turtles: Jennika II.